# Kitazava Cujosi
Kitazava Cujosi (Tokió, 1968. augusztus 10. –) japán válogatott labdarúgó.
A japán válogatott tagjaként részt vett az 1992-es Ázsia-kupán.

## Statisztika
| Japán válogatott | Japán válogatott | Japán válogatott |
| Időszak          | Mérk.            | gól              |
| ---------------- | ---------------- | ---------------- |
| 1991             | 2                | 0                |
| 1992             | 11               | 1                |
| 1993             | 4                | 0                |
| 1994             | 7                | 1                |
| 1995             | 14               | 1                |
| 1996             | 5                | 0                |
| 1997             | 11               | 0                |
| 1998             | 3                | 0                |
| 1999             | 1                | 0                |
| Összesen         | 58               | 3                |